# Boogkommazweefvlieg
De boogkommazweefvlieg (Eupeodes lapponicus) is een vliegensoort uit de familie van de zweefvliegen (Syrphidae). De wetenschappelijke naam van de soort is voor het eerst geldig gepubliceerd in 1838 door Zetterstedt.